# Andy Williams (football)
Pour les articles homonymes, voir Williams et Andy Williams.
Andrew Williams est un footballeur international gallois né le 8 octobre 1977 à Bristol. Il évoluait au poste de milieu de terrain.

## Biographie
Andrew Williams évolue lors de la saison 1997/1998 à Southampton en Premier League.
Il reçoit 2 sélections en équipe du Pays de Galles.

## Carrière
- 1997-1999 :  Southampton FC
- 1999-2001 :  Swindon Town
- 2001-2004 :  Bath City[1]